# Tectite
|  |

Une tectite est une portion de liquide résultant de la fusion de roches par l'impact d'un météoroïde, expulsée par l'impact, refroidie rapidement, solidifiée lors de son trajet aérien, et retombée plus ou moins loin du cratère d'impact (souvent 200–500 km, mais jusqu'à 12 000 km).
Les tectites sont des objets naturels constitués de verre noir, vert, brun ou gris. Elles sont souvent de la taille d'un gravier ; quand elles sont de taille millimétrique, on les qualifie de microtectites. Beaucoup sont sphéroïdales mais certaines sont allongées, parfois en forme de larme ou d'haltère.
Le mot tectite est transcrit du terme allemand Tektit, forgé en 1900 par le géologue autrichien Franz Eduard Suess à partir du grec τηκτός / tēktós (« fondus »).

## Caractéristiques
Les tectites se caractérisent par :

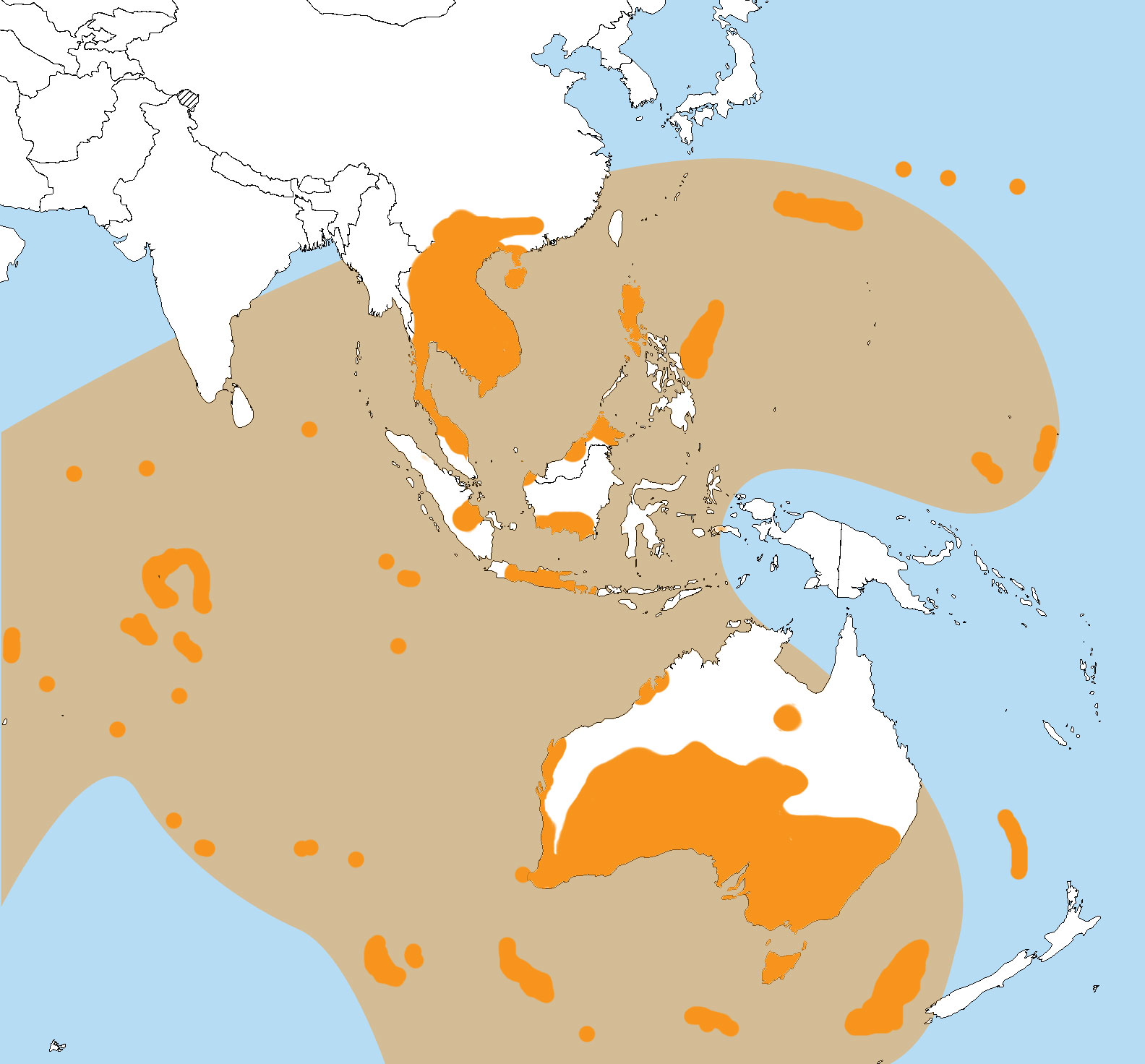
Champ de dispersion australasien.

- une composition chimique assez homogène ;
- une teneur extrêmement faible en eau et autres volatils ;
- une grande proportion de lechateliérite ;
- (généralement) l'absence de cristaux microscopiques (microlites) et de relations chimiques avec le substrat rocheux ou les sédiments locaux ;
- une distribution sous la forme de champs de dispersion géographiquement étendus.

## Principaux champs de dispersion
On connaît cinq grands champs de tectites.
| Champ               | Lieux                                                                        | Type de tectites                                     | Âge               | Caractéristiques                                        | Cratère d'impact                                        |
| ------------------- | ---------------------------------------------------------------------------- | ---------------------------------------------------- | ----------------- | ------------------------------------------------------- | ------------------------------------------------------- |
| Australasien (en)   | Asie du Sud-Est, Australie, océan Indien (10 à 30 % de la surface terrestre) | Australites, indochinites (en) et philippinites (en) | ~790 ka           | Noires, parfois brun foncé                              | Sous les laves du plateau des Bolovens (Laos)           |
| Centreuropéen       | Tchéquie (principalement)                                                    | Moldavites                                           | 14,808 ± 0,038 Ma | Vertes                                                  | Astroblème du Nördlinger Ries (Bavière, Allemagne)      |
| Ivoirien,           | Côte d'Ivoire                                                                | Ivoirites                                            | ~1,07 Ma          | Noires, avec de petites vacuoles                        | Lac Bosumtwi (Ghana)                                    |
| Nord-américain (en) | Amérique du Nord                                                             | Bediasites (en) et georgiaïtes (en)                  | ~35 Ma            | Noires ou brun foncé (bediasites), vertes (georgiaïtes) | Cratère de la baie de Chesapeake (Virginie, États-Unis) |
| Bélizien            | Belize                                                                       | Bélizites                                            | 804 ± 9 ka        |                                                         | Cratère de Pantasma (Nicaragua),                        |